# Llista de monuments de Maria de la Salut
Llista de monuments de Maria de la Salut catalogats pel consell insular de Mallorca com a Béns d'Interès Cultural en la categoria de monuments pel seu interès històric, artístic, arquitectònic, arqueològic, històric-industrial, etnològic, social, científic o tècnic.
| Monument                                       | Tipus                | Localització      | Coordenades                                            | Codi?         | Imatge                                    |
| ---------------------------------------------- | -------------------- | ----------------- | ------------------------------------------------------ | ------------- | ----------------------------------------- |
| Es Gassons / es Castellots                     | Monument arqueològic | Maria de la Salut | 39° 40′ 42″ N, 3° 04′ 38″ E / 39.678376°N,3.077275°E   | RI-51-0002413 | Carregueu una nova foto d'aquest monument |
| Montblanc / Cas Garriguer                      | Monument arqueològic | Maria de la Salut | 39° 40′ 40″ N, 3° 08′ 26″ E / 39.677669°N,3.140439°E   | RI-51-0002414 | Carregueu una nova foto d'aquest monument |
| Pleta d'en Cotó                                | Monument arqueològic | Maria de la Salut | 39° 40′ 06″ N, 3° 04′ 56″ E / 39.668273°N,3.082160°E   | RI-51-0002415 | Carregueu una nova foto d'aquest monument |
| Montblanc / ses Rotes Noves                    | Monument arqueològic | Maria de la Salut | 39° 41′ 20″ N, 3° 09′ 22″ E / 39.688974°N,3.156089°E   | RI-51-0002416 | Carregueu una nova foto d'aquest monument |
| Rafal Roig                                     | Monument arqueològic | Maria de la Salut | 39° 40′ 04″ N, 3° 05′ 49″ E / 39.667720°N,3.097083°E   | RI-51-0002417 | Carregueu una nova foto d'aquest monument |
| Ruïnes prehistòriques de Son Perot des Clapers | Monument arqueològic | Maria de la Salut | 39° 41′ 11″ N, 3° 04′ 54″ E / 39.6863519°N,3.0815387°E | RI-51-0002418 | Carregueu una nova foto d'aquest monument |
| Ses Tarragones                                 | Monument arqueològic | Maria de la Salut | 39° 40′ 12″ N, 3° 05′ 44″ E / 39.669974°N,3.095454°E   | RI-51-0002419 | Carregueu una nova foto d'aquest monument |